# Harmandiola tremulae
Espèce
Harmandiola tremulae est une espèce d'insectes de l'ordre des diptères qui provoque la formation de galles sur les feuilles du peuplier tremble.

## Synonymes
- Diplosis loewii Rubsaamen, 1892
- Harmandia loewi (Rubsaamen)
- Harmandiola globuli Stubbs, 1986
- Cecidomyia tremulae Winnertz, 1853
- Harmandiola loewii (Rübsaamen, 1892)